# 1915 Quetzálcoatl
1915 Quetzálcoatl è un asteroide near-Earth del diametro medio di circa 0,5 km. Scoperto nel 1953, presenta un'orbita caratterizzata da un semiasse maggiore pari a 2,5441921 au e da un'eccentricità di 0,5706969, inclinata di 20,40457° rispetto all'eclittica.
L'asteroide è dedicato a Quetzalcoatl, il dio serpente della mitologia azteca.